# CMTM6
CMTM6 (англ. CKLF like MARVEL transmembrane domain containing 6) – білок, який кодується однойменним геном, розташованим у людей на 3-й хромосомі. Довжина поліпептидного ланцюга білка становить 183 амінокислот, а молекулярна маса — 20 419.
| 10         |  | 20         |  | 30         |  | 40         |  | 50         |
| ---------- |  | ---------- |  | ---------- |  | ---------- |  | ---------- |
| MENGAVYSPT |  | TEEDPGPARG |  | PRSGLAAYFF |  | MGRLPLLRRV |  | LKGLQLLLSL |
| LAFICEEVVS |  | QCTLCGGLYF |  | FEFVSCSAFL |  | LSLLILIVYC |  | TPFYERVDTT |
| KVKSSDFYIT |  | LGTGCVFLLA |  | SIIFVSTHDR |  | TSAEIAAIVF |  | GFIASFMFLL |
| DFITMLYEKR |  | QESQLRKPEN |  | TTRAEALTEP |  | LNA        |  |            |

A: Аланін

C: Цистеїн

D: Аспарагінова кислота

E: Глутамінова кислота

F: Фенілаланін

G: Гліцин

H: Гістидин

I: Ізолейцин

K: Лізин

L: Лейцин

M: Метіонін

N: Аспарагін

P: Пролін

Q: Глутамін

R: Аргінін

S: Серин

T: Треонін

V: Валін

Кодований геном білок за функціями належить до цитокінів, фосфопротеїнів. 
Задіяний у таких біологічних процесах, як хемотаксис, ацетилювання. 
Локалізований у мембрані.